# Карпинець Ірина Іванівна

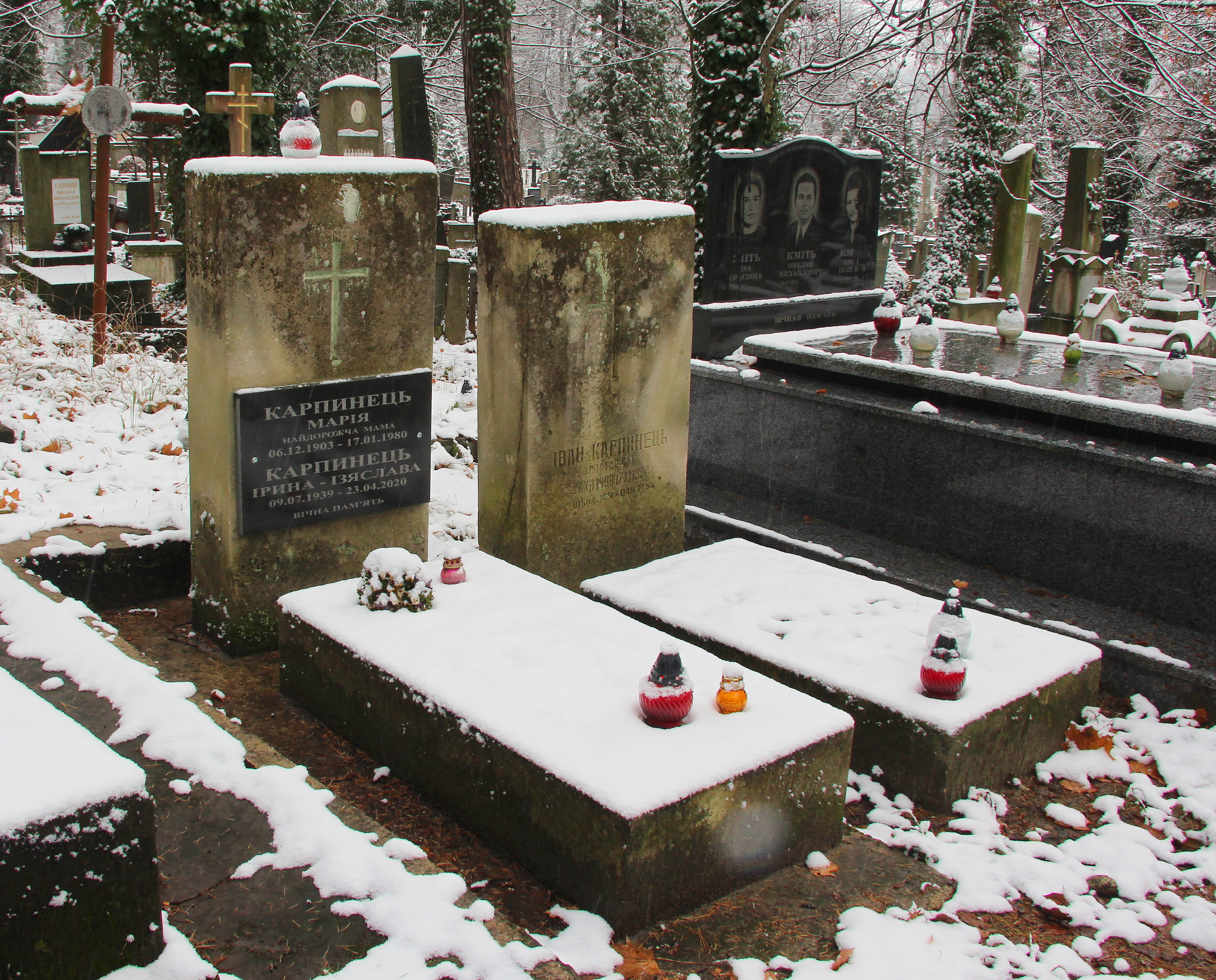

Карпине́ць Іри́на Іва́нівна (9 липня 1939, Львів — 23 квітня 2020 , Львів) — українська художниця театру, з 1971 року в складі НСХУ.

## Біографія
У 1964 закінчила Львівський інститут прикладного та декоративного мистецтва, де вчилася у Романа Сельського, Карла Звіринського, Івана Гуторова. Відтоді працювала у Львові: художником-постановником українського драматичного театру ім. М. Заньковецької; 1968—1969 — головним художником театру ляльок; 1970—1990-ті роки — на художньо-виробничому комбінаті «Укрпобутреклама».
Учасниця обласної (від 1966), всеукраїнської (від 1967), всесоюзної мистецьких виставок. Персональні виставки — у Львові (1970, 1982, 1984, 1986—1989, 1992, 1996, 1999—2001, 2004, 2006, 2009).
Померла у Львові, похована на 13 полі Личаківського цвинтаря.

## Творчість
Створює ескізи костюмів, плакати, афіші, портрети, пейзажі, зразки промислової графіки, проекти монументальних панно, рисунки, ілюстрації до творів Івана Франка, Василя Стефаника, народних казок. Окремі роботи зберігаються у Львівському літературно-меморіальному музеї ім. І. Франка, Львівській галереї мистецтв, Львівському музеї історії релігії, Львівському історичному музеї, Національному музеї у Львові, МТМК (Київ).
Найкращі оформлення до вистав:
- «Гріх та покаяння» Івана Тобілевича (1964, Львівський український драматичний театр ім. М. Заньковецької);
- «Горбоконик» за П. O. Єршовим (1966),
- «Котик-Воркотик» 3. Поправського (1969) — обидва у Львівському театрі ляльок;
- «Тінь» O. E. Шварца (1968, Львівський театр-студія ім. Ленінського комсомолу),
- «Наталка Полтавка» (1969, до ювілею Івана Котляревського, Коломия).